# Werner Figgen

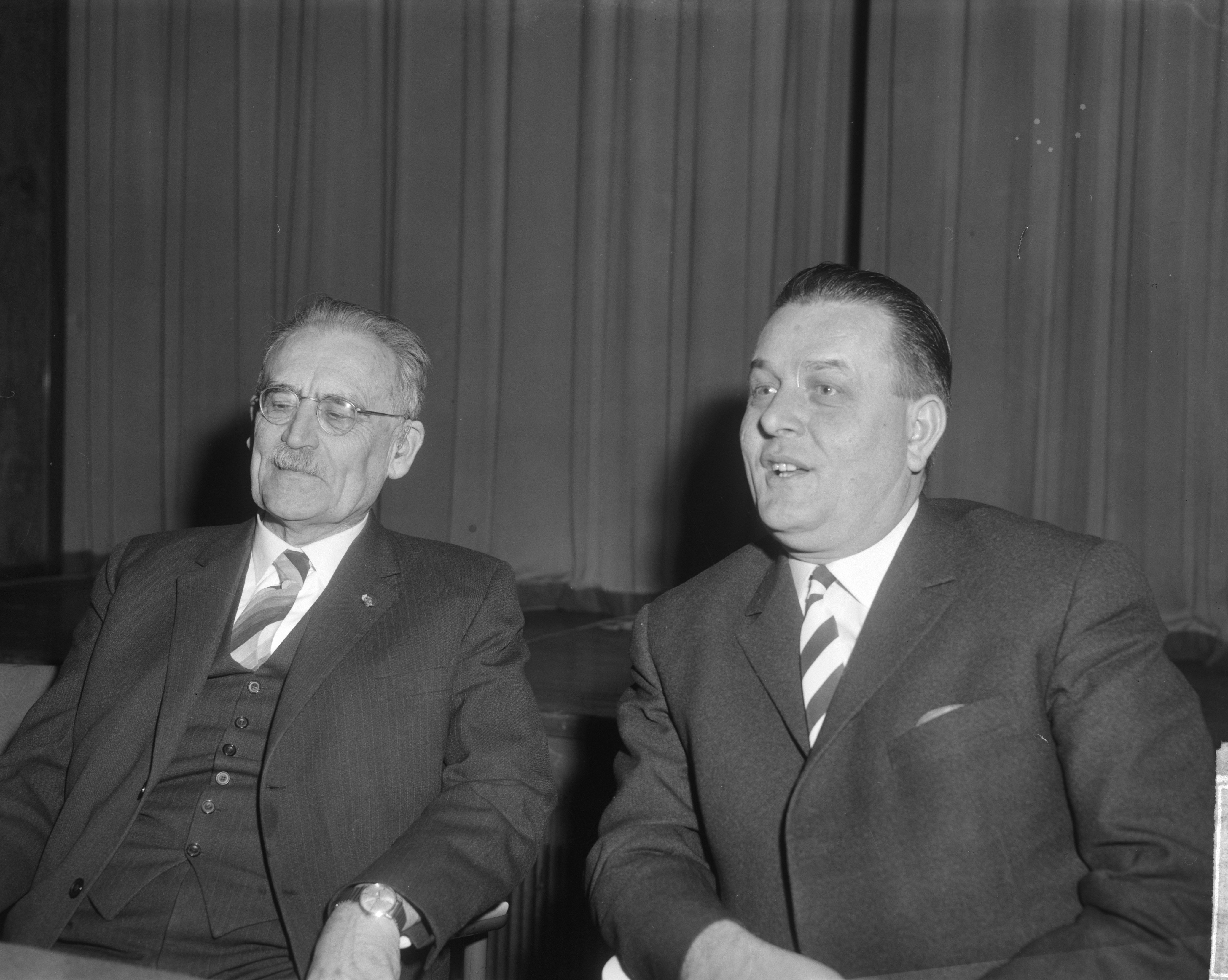
Rechts Werner Figgen, 1965 in Krasnapolski

Werner (Hugo) Figgen (* 9. November 1921 in Neheim oder Hüsten; † 12. April 1991 in Hamm) war ein deutscher Politiker (SPD).

## Biografie

### Ausbildung und Beruf
Figgen erlernte das Dreherfach an einer Berufsschule. Ab dem Jahr 1939 diente er zunächst im Reichsarbeitsdienst und dann in der Wehrmacht und nahm als Soldat am Zweiten Weltkrieg teil. In den Jahren 1945 bis 1947 arbeitete Figgen als Verzinker. Er war verheiratet und hatte drei Kinder.

### Politik
Figgen trat im Jahr 1946 der SPD bei. Zwischen 1947 und 1956 war er hauptamtlicher Jugendsekretär beziehungsweise Geschäftsführer des SPD-Unterbezirks Hamm.
In den Jahren 1948 bis 1950 war er Mitglied des Kreistages des Kreises Arnsberg, von 1952 bis 1969 war er Mitglied und Fraktionsvorsitzender der SPD im Stadtrat von Hamm, von 1956 bis 1964 sowie von 1979 bis 1984 auch Oberbürgermeister der Stadt. In seiner ersten Amtsperiode war Figgen der jüngste Oberbürgermeister in Deutschland.
In den Jahren 1961 bis 1966 vertrat er seine Partei im Deutschen Bundestag und wechselte anschließend in die Landespolitik. Zunächst wurde er am 8. Dezember 1966 Nachfolger von Konrad Grundmann als Arbeits- und Sozialminister und danach von 1970 bis 1975 Minister für Arbeit, Gesundheit und Soziales des Landes Nordrhein-Westfalen im Kabinett von Heinz Kühn. Er saß für die SPD von 1970 bis 1980 im Landtag von Nordrhein-Westfalen. Figgen war daneben in den Jahren 1973 bis 1977 Vorsitzender des SPD Bezirks Westliches Westfalen und von 1973 bis 1977 Vorsitzender des SPD-Landesverbandes Nordrhein-Westfalen.
Insbesondere als Vorsitzender des Bezirks Westliches Westfalen und als Chef der Landespartei gehörte Figgen zu den einflussreichsten Politikern des Bundeslandes. Schwerpunkte seiner Politik lagen in der Sozialgesetzgebung etwa bei der Umschulung von Arbeitnehmern als Folgen des Strukturwandels, der Eingliederung älterer Arbeitsloser und der Verbesserung der Altenhilfe.

## Ehrungen

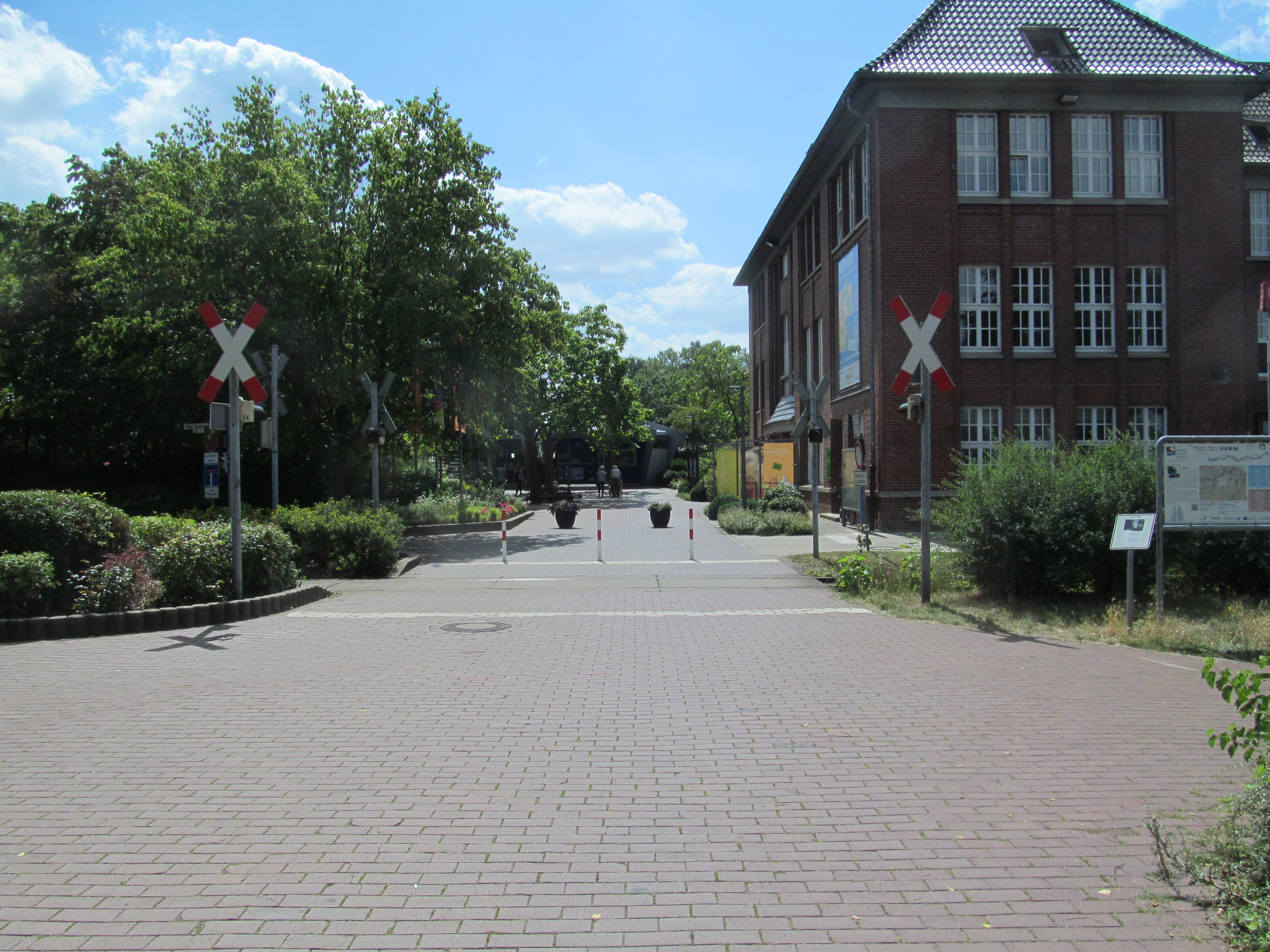
Werner-Figgen-Weg in Hamm

- Figgen wurde am 27. September 1968 der Ehrenring seiner Heimatstadt Neheim-Hüsten verliehen.
- 1969 erhielt er das Große Verdienstkreuz der Bundesrepublik Deutschland.[1]
- Am 9. Juni 1971 erhielt Figgen, als erster Bürger in dieser Kommune überhaupt, den Ehrenring der Stadt Hamm.
- 1973 erhielt er das Große Verdienstkreuz mit Stern der Bundesrepublik Deutschland.[2]
- Die Marie-Juchacz-Plakette der Arbeiterwohlfahrt wurde ihm 1974 verliehen.
- 1976 wurde er mit dem Großen Verdienstkreuz mit Stern und Schulterband des Verdienstordens der Bundesrepublik Deutschland ausgezeichnet.
- Benennung des Zufahrtsweges zum Maximilianpark in Hamm als Werner-Figgen-Weg im Jahr 1984
- 1990 wurde Figgen zum Ehrenbürger der Stadt Hamm ernannt.
- Am 26. Oktober 1990 erhielt er den Verdienstorden des Landes Nordrhein-Westfalen.[3]